# St. Bartholomäus (Stammheim)

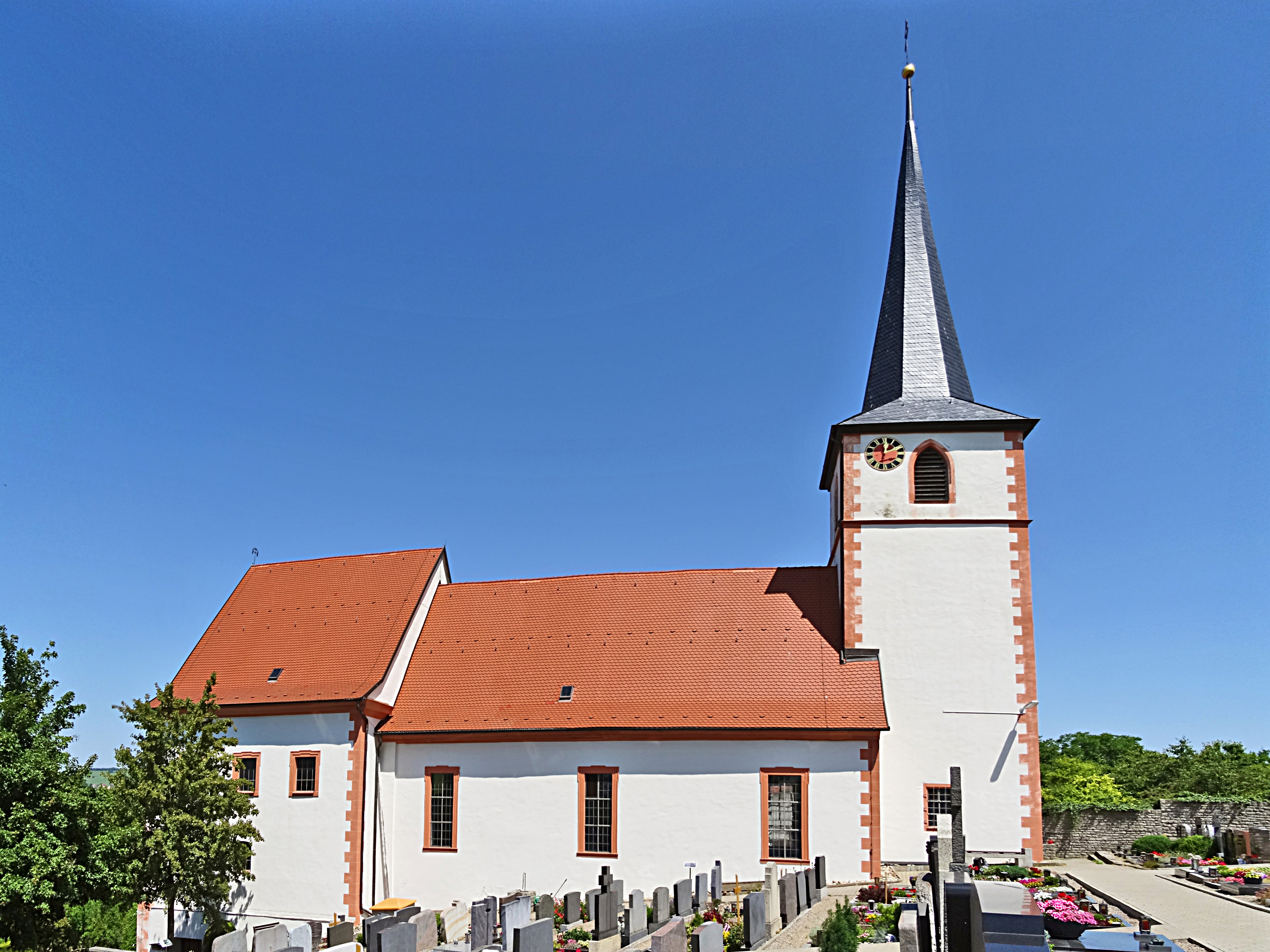
St. Bartholomäus (Stammheim)

Die römisch-katholische, denkmalgeschützte Pfarrkirche St. Bartholomäus steht in Stammheim, einem Gemeindeteil der Gemeinde Kolitzheim im Landkreis Schweinfurt (Unterfranken, Bayern). Die Kirche ist unter der Denkmalnummer D-6-78-150-91 als Baudenkmal in der Bayerischen Denkmalliste eingetragen. Die Pfarrei gehört zur Pfarreiengemeinschaft Marienheim (Herlheim) im Dekanat Schweinfurt-Süd des Bistums Würzburg.

## Beschreibung

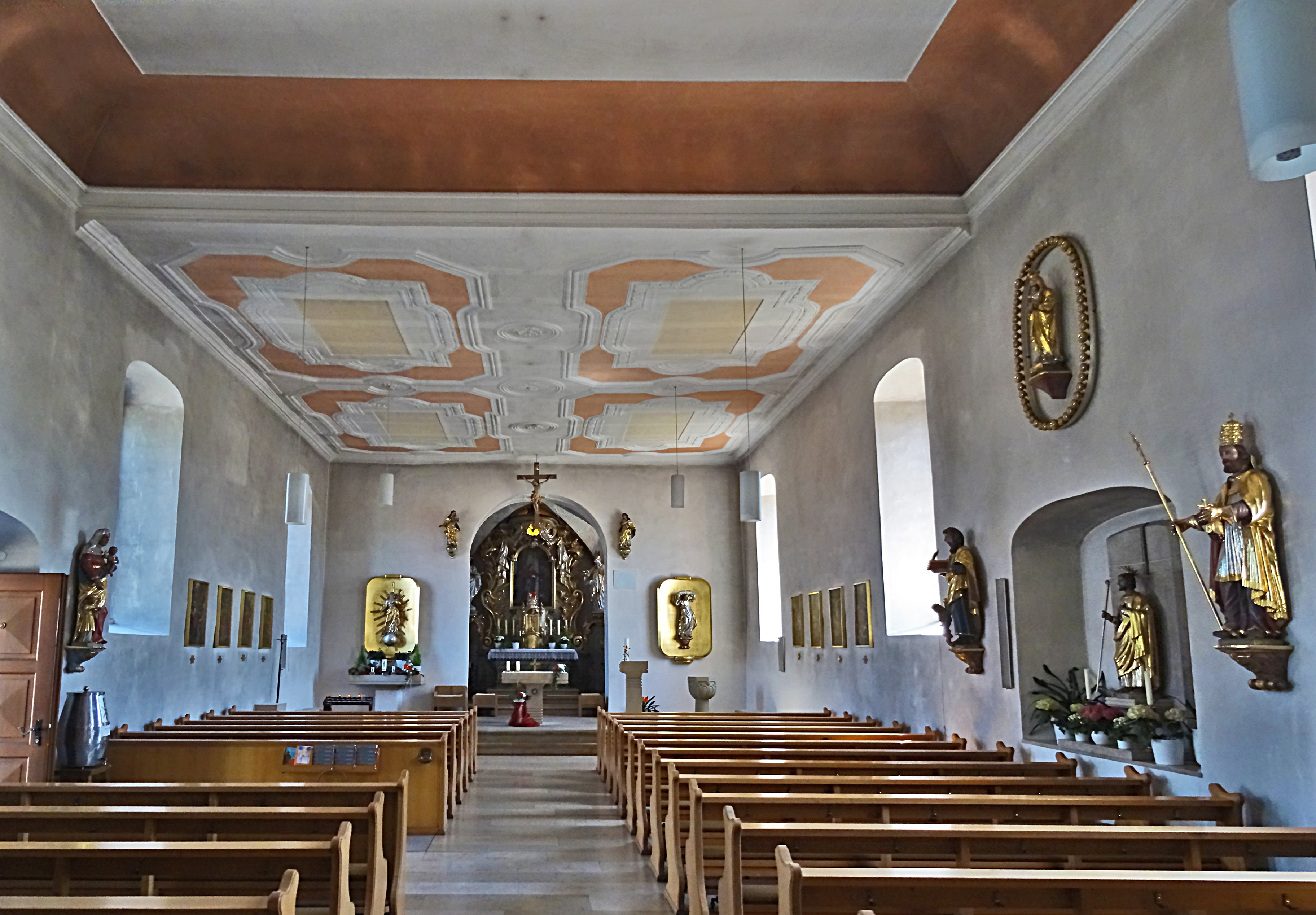
Innenansicht

Die unteren Geschosse des Chorturms weisen auf eine Wehrkirche aus dem 15. Jahrhundert hin. 1611–1614  wurde der Chorturm um zwei auf vier Geschosse erhöht, das oberste beherbergt die Turmuhr und den Glockenstuhl, in dem vier Kirchenglocken hängen, drei davon erst seit 1965, er ist mit einem schiefergedeckten, achtseitigen Knickhelm gekrönt. Die Sakristei wurde nördlich des Chorturms angebaut. Nach 1736 wurde das Langhaus nach Westen erweitert, es hat danach drei Joche. 1925 wurde das Langhaus nach Westen durch einen Anbau über der Krypta erweitert. 

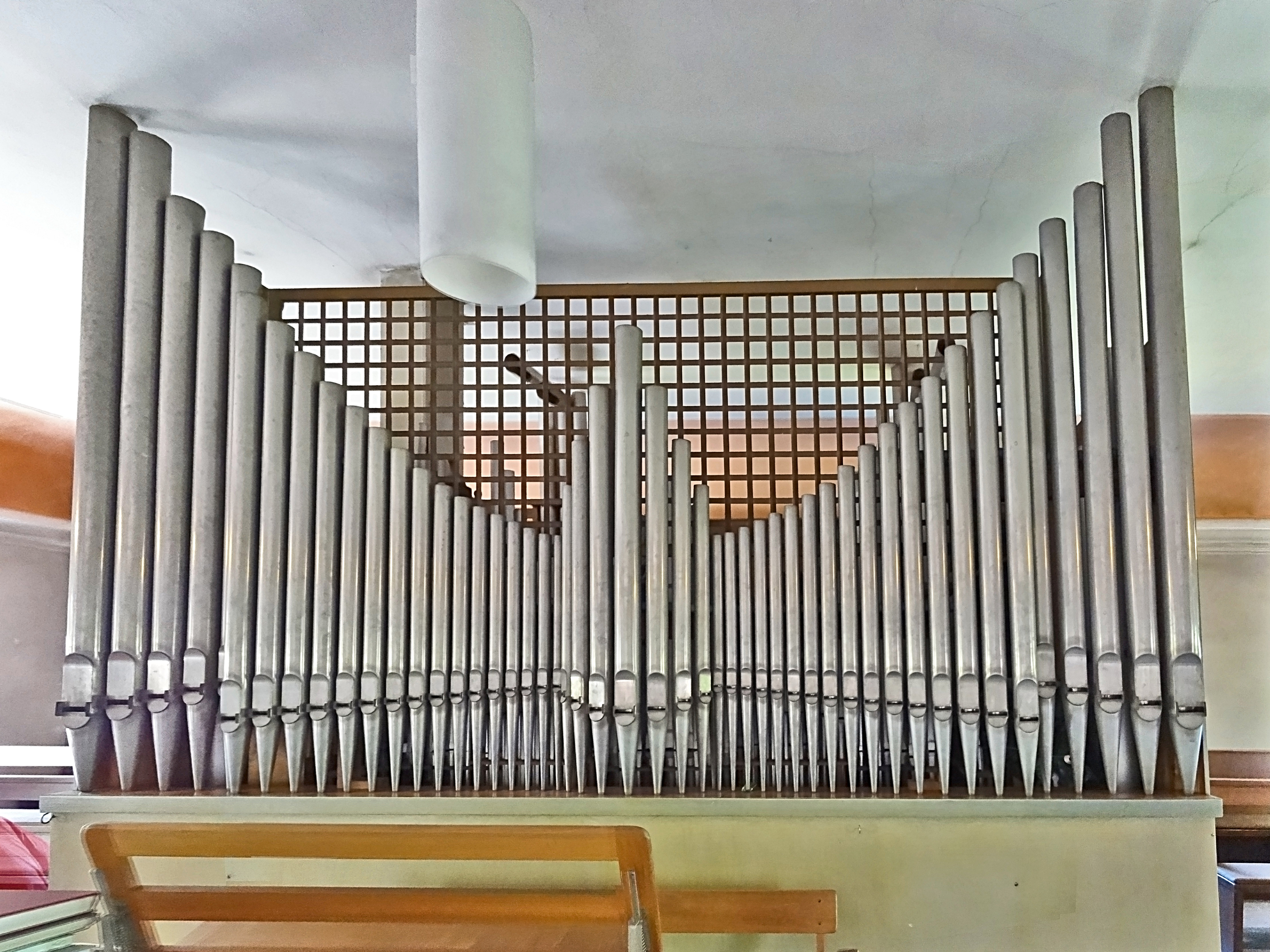
Die Orgel

Der Innenraum des Langhauses ist mit einer Flachdecke überspannt, die von Stuck gerahmt ist. Der Innenraum des Chors, d. h. das Erdgeschoss des Chorturms, der um vier Stufen höher als das Langhaus liegt, ist mit einem Kreuzgewölbe mit Rocailles aus Stuck überspannt. Der Hochaltar wird auf das Jahr 1744 datiert, er hat einen Baldachin aus Lambrequin. Im Langhaus sind rechts und links an den Wänden 14 Kreuzwegstationen angebracht.